# Receptor nicotínic

Acetilcolina

Nicotina

Els receptors nicotínics són canals iònics colinèrgics, és a dir, responen al neurotransmissor acetilcolina. S'anomenen nicotínics ja que la unió de la nicotina els activa, a diferència dels receptors muscarínics, que són activats per la muscarina (Rawn, 1989).

## Receptors nicotínics d'ACh
Els canals iònics són macromolècules transmembrana les quals proporcionen un porus aquós per al pas d'ions a través de la bicapa lipídica; són elements fonamentals en activitats cel·lulars elèctriques i tenen altres funcions. En molts casos, la seva importància resideix en el fet que els canals iònics no són simples porus, sinó que mostren alta selectivitat (Imoto, K., 1993).
Durant molt de temps ha estat reconegut el paper de l'acetilcolina (ACh) com neurotransmissor en el sistema nerviós i el múscul dels animals bilaterals. En la resposta a l'estímul per acetilcolina hi ha dues categories de receptors diferenciades, aquestes són: receptors nicotínics i receptors muscarínics. Els receptors d'acetilcolina de tipus nicotínic (nAChR) pertanyen a la superfamília dels canals iònics activats per lligand, es componen d'hetero-oligòmers de cinc subunitats cadascun amb quatre dominis transmembrana (Le Novère, 1995).
El receptor d'acetilcolina de tipus nicotínic està involucrat en diverses funcions centrals, entre les quals s'inclouen: control voluntari del moviment, memòria i atenció, son i alerta, dolor i ansietat (Le Novère, 2002)

## Estructura
El receptor d'acetilcolina de tipus nicotínic té una arquitectura bàsica de pentàmer, compost per quatre diferents cadenes polipeptídiques: α1, α2, β, γ i δ. Les subunitats van rebre el seu nom d'acord amb el seu ordre de migració en gels poliacrilamida, presentant la més alta mobilitat la subunitat “a” fins a la més baixa que va resultar ser la subunitat “d”. Les subunitats “e” i “g” són intercanviables. El lloc d'unió de l'acetilcolina està ubicat a la subunitat “α” (Steinbach, 1989).
El domini d'unió al lligand posseeix dos llocs per a l'acetilcolina, els quals s'ubiquen en regions oposades del receptor, a les interfaces a-g i a-d. Les subunitats ubicades en el domini d'unió al lligand estan organitzades en dos grups de làmines β, aquestes al seu torn empacades en un sàndvitx b, la seva unió s'aguanta via ponts disulfurs (Unwin, 2003), el domini d'unió al lligand està exposat a la superfície extracel·lular i està principalment format per la regió N-terminal de la subunitat a (Montal, 2002).
Les subunitats que conformen el nAChR estan al seu torn compostes per quatre subunitats transmembrana M1-M4; els dominis transmembrana presenten una alta semblança de seqüència amb altres membres d'aquesta superfamília, que inclou receptors de glicina i àcid g-amino butíric (GABA), particularment, l'alta conservació de seqüència de la subunitat M2 i el seu caràcter anfipàtic suggereix una contribució dominant a l'estructura del canal (Montal, 2002), confirmada per mapes de difracció electrònica a 9 com a 4.6 Å (Unwin, 1993, 2003).
La part mitjana del receptor està composta per dos grups d'anells, l'anell central compost per residus polars no carregats i l'anell intermedi (més proximal del citosol) compost per residus negativament carregats localitzat proper a l'amino terminal del segment M2.
Perquè ocorri l'activació del nAChR primer ha d'ocórrer la unió de dues molècules d'acetilcolina per subunitat a, de forma cooperativa. Aquesta unió indueix l'obertura del canal que permet la difusió a través de la bicapa dels ions Na+, K+ i Ca2+, però el pas d'altres cations i tots els anions és impedit, la qual cosa indica l'alta selectivitat del receptor. Després d'1-2 ms, l'acetilcolina es dissocia del receptor amb la qual cosa el porus es tanca. L'exposició sostinguda del receptor a acetilcolina condueix a la seva dessensibilització, període durant el qual el receptor roman tancat i no respon fins que l'acetilcolina hagi desaparegut del medi; els mecanismes que activen el receptor són coneguts, tanmateix, el mecanisme d'acció del fenomen de dessensibilització no està ben entès.

## Història evolutiva dels nAChR's.
S'estima que l'aparició de l'ancestre dels canals iònics activats per lligand és de fa com a mínim 2.500 milions d'anys, probablement seria el punt de bifurcació entre els receptors catiònics i els aniònics; aquesta aproximació ubica aquest ancestre previ a l'aparició dels eucariotes, la qual cosa és sorprenentment llunyana per a un receptor neuronal. Tanmateix, això no sembla un cas aïllat, atès que receptors de membranes acoblats a proteïnes G (un grup important de proteïnes de senyalament cel·lular de superfície) tenen una estructura terciària similar a la bacteriorodopsina i, per tant, és probablement homòloga a una proteïna procariota. Aquests fets suggereixen que aquestes importants molècules senyalitzadores de membrana actualment associades al sistema nerviós, eren ja presents a la natura molt abans que la funció de senyalització cel·lular fes la seva aparició en (Ortells, M., 1995).
La subunitat ancestral amb el lloc d'unió al lligand, va aparèixer primer al sistema nerviós central. Aquesta subunitat probablement va funcionar com oligòmer en els primitius bilaterals. Les subunitats expressades en insectes i nematodes probablement es van originar a partir dels deutoròstoms; en el decurs de l'evolució ocorreren esdeveniments de duplicació que van donar origen a les dues subunitats (“a” i “b”)
Els receptors d'acetilcolina es troben dins un ampli rang d'organismes, des de protozous fins eucariotes superiors (Tsunoyama, K., 1998).